# Карл II (Пфалц)
Вижте пояснителната страница за други личности с името Карл II.
Карл II (на немски: Karl II von der Pfalz; * 31 март 1651, Хайделберг; † 16 май 1685, Хайделберг) от династията Вителсбахи, е пфалцграф и курфюрст на Пфалц от 1680 г. до смъртта си.

## Живот
Той е най-възрастният син на курфюрст Карл I Лудвиг (1617 – 1680) и принцеса Шарлота фон Хесен-Касел (1627 – 1686), дъщеря на ландграф Вилхелм V от Хесен-Касел.
Родителите му се разделят и той расте при баща си. През 1670 пътува до Швейцария и Франция. В Швейцария Карл се разболява от едра шарка, която го оставя с обезобразено лице за цял живот.
На 20 септември 1671 г. той се жени в Хайделберг за принцеса Вилхелмина Ернестина Датска (1650 – 1706), дъщеря на крал Фредерик III и на София Амалия, дъщеря на херцог Георг от Брауншвайг-Каленберг. Бракът е нещастен и бездетен.
През 1672 г. Карл II издава под синонима Филотей теологичния трактат Symbola christiana.
Умира на 34-годишна възраст и е погребан в Хайделберг.